# 大塚泰子
大塚 泰子（おおつか やすこ、1971年（昭和46年））は、日本の建築家。2003年より、ノアノア空間工房代表取締役。「暮らしの豊かさを育てる建築」をテーマに住宅をメインに建築設計を手がける。特に外構デザインを含めた建築設計を得意とする。日本大学・大妻女子大学非常勤講師。日本建築医学協会理事。英国王立美術家協会の特別名誉会員。著書に『小さな家のつくり方 - 女性建築家が考えた66の空間アイデア』（草思社）がある。

## 人物
1971年千葉県生まれ。日本大学生産工学部建築工学科卒業。同大学院生産工学研究科博士前期課程建築工学専攻修了。1996年株式会社アーツ＆クラフツ建築研究所に入所し、杉浦伝宗に師事。
2003年有限会社ノアノア空間工房を設立。「どうしたら建築が豊かさを育てるのか」を主題として、建築設計を手がける。特に狭小住宅を得意とし、狭小住宅「うさぎの家シリーズ」も多く手がけている。趣味は写真と旅行で、自ら設計した作品は自らの手で撮影することを基本とする。

### 設計思想
人の心の動きこそが、豊かな精神性を育むものであり、建築空間に感動を生むような「しかけ」や、経験の場所を作ることが役目だと考え、建築を通じ、感動、癒し、喜び、哀愁などの人間の心の動きを呼び起こすものを創ることを目指している。自然と建築の関係をどう取り入れ、どう遮断するかを常に意識し、両者の接点をいかにデザインして、人の心を動かす「しかけ」をどのように創るかという点を最も重視している課題だと考えている。

#### 小さな家
自著によると大塚は、建築家としてさまざまな家を手がけていく中で、小さな家の魅力に目覚めた。施主の夢を「できない」とするのではなく、「できる方法で考える」という姿勢を崩さなかったが、それは同時に施主とともにそれまでの家や住まいに関する固定観念を外していく作業でもあった。一般的には居住スペースは広ければ広いほどよいとされるが、人が快適と感じるスペースはそう単純ではないとした上で、小さな家を成功させるためには、「なんとなく思い描いていた世間一般の家の概念を頭から外してみる必要がある」と述べ、玄関、洗面所、各部屋のクローゼット、リビングなどの各パーツをいかにパズルのように家に収めるかという視点だけで家づくりが進んでしまう結果、狭くて住みづらい家ができ上がってしまいがちであることを指摘。具体的な解決例として、玄関とテラスとリビングをまとめた例「H/HOUSE 」（2007年）や、玄関と階段室を一体化した例「小うさぎのいえ」（2012年）などを挙げている。

#### 7つのルール
日本人の暮らしに合う家のかたちは「自然とつながった家」だと考え、都市においても自然と寄り添って暮らせる家を目指している。狭小住宅でも、自然を感じられる豊かな暮らしを実現するための7つのルールを提案している。
1、土地全体を”家”にする。
2、外空間と内空間をつなげる。
3、一石三鳥の空間をつくる。
4、光と風を呼び込む仕掛けをつくる。
5、目の錯覚を利用する。
6、フレキシブルな空間をつくる。
7、大きな木を一本植える。
以上

#### 作例
具体的な作例では、"囲み塀"を多く採用、建築条件によっては2階まで覆った例もある。旗竿地のデメリットをメリットにかえる工夫、内空間と外空間をつなげる青空リビング、フルオープンサッシの掃き出し窓を採用してテラスとフローリングの高さをあわせたオープンテラスリビング、中庭・玄関・リビングの一体化、省スペースとモダンな雰囲気の演出を狙った螺旋階段の採用、光と風を呼び込むために、オーダーメイドの窓や天窓、ガラス壁の採用や、吹き抜け的な役割も兼ねる階段などの工夫が見られる。

#### アートへの取り組み
近年は、建築の枠を超えてアートへの取り組みを行っている。
『未明02』で発表した作品「あたらしい空白 2」～振り返るためのシークエンス～は、8ヶ月間熟考の末に生み出された作品で、大から小へグラデーションに108本並べられた鳥居のような門型フレームにより通路のような空間が創り出される。微細なズレを生じさせながら配置された門型フレームと、そこに作り出された光や風の微細なズレにより、この通路がどこにも同じ空間・時間がないことを意味する。シークエンスは同時に曖昧性をも表現し、不確かな現実、脳内を現すという内的求心的な建築となっている。
大塚は、アートとポエジィの融合により、人間に希望と喜びを運ぶこと目指していると述べている。

## 略歴
- 1971年 - 千葉県生まれ。
- 1994年 - 日本大学 生産工学部 建築学科卒業。
- 1996年
  - 日本大学 大学院 生産工学研究科 建築工学研究科 博士前期課程修了。
  - 株式会社アーツ＆クラフツ建築研究所 杉浦伝宗に師事する。
- 2003年 - 有限会社ノアノア空間工房を設立。
- 2013年 - 大妻女子大学非常勤講師。
- 2017年 - 日本大学非常勤講師。
- 2019年 - 日本建築医学協会理事。
- 2020年 - 『MINERVA2020』の発売記念レセプションパーティーに出席。RBA会長より特別名誉会員認定書を授与され、英国王立美術家協会の特別名誉会員となる[5]。

その他

## 受賞歴
- 1996年 - 修士論文『商業基盤施設のイメージ効果に関する研究』斉藤賞
- 2008年 - 『ami cafe』釧路市景観奨励賞
- 2013年 - 『K/HOUSE』第20回 空間デザイン・コンペティション 入選
- 2014年 - 『N/HOUSE』『新田の家』第13回金属サイディング施工例写真コンテスト 入選
- 2015年 - 『双倉の家』第22回 空間デザイン・コンペティション 優秀賞
- 2018年 - DISCOVER THE JAPANESE ART 2018 in LONDON 審査員特別賞

その他

## 主な作品
| 名称                                  | 竣工年 | 所在地         | 国   | 状態   | 備考 |
| ------------------------------------- | ------ | -------------- | ---- | ------ | --- |
| K/house                               | 2006年 | 東京都世田谷区 | 日本 | 使用中 | RC造+木造/一戸建て/3LDK/日本電気硝子コンペ入賞                                                                          |
| H/HOUSE                               | 2007年 | 東京都西東京市 | 日本 | 使用中 | 木造軸組構法/一戸建て/3LDK「渡辺篤史の建もの探訪」2009年2月15日放送（『小さな家のつくり方』01）                         |
| ami cafe in Kushiro                   | 2007年 | 北海道釧路市   | 日本 | 営業中 | 1Fブロック造 2F木造/店舗+飲食店/釧路市景観賞奨励賞/（現 Rhythm）                                                        |
| うさぎのいえ 5 ～旗竿敷地の小さな住宅 | 2010年 | 東京都目黒区   | 日本 | 使用中 | 木造軸組構法/一戸建て/2LDK                                                                                              |
| O3 HOUSE                              | 2011年 | 東京都豊島区   | 日本 | 使用中 | 木造軸組構法/一戸建て/2LDK「Discover the one Japanese Art 2018 in LONDON 審査員特別賞」2018（『小さな家のつくり方』04） |
| テラスの森                            | 2012年 | 千葉県市原市   | 日本 | 使用中 | 木造軸組構法/一戸建て                                                                                                   |
| 小うさぎのいえ                        | 2012年 | 東京都国分寺市 | 日本 | 使用中 | 木造軸組構法/一戸建て/日本テレビ「スッキリ」2014年11月25日放送（『小さな家のつくり方』05）                              |
| 白空の家                              | 2013年 | 東京都国分寺市 | 日本 | 使用中 | 木造軸組構法/一戸建て                                                                                                   |
| 双倉の家                              | 2014年 | 東京都江戸川区 | 日本 | 使用中 | 木造軸組構法/一戸建て（3F）/「第22回 空間デザイン・コンペティション」優秀賞                                             |
| 公園の家                              | 2014年 | 神奈川県厚木市 | 日本 | 使用中 | 木造軸組構法/一戸建て/3LDK（『小さな家のつくり方』02）                                                                  |
| 小うさぎのいえ2                       | 2016年 | 東京都目黒区   | 日本 | 使用中 | 木造軸組構法/一戸建て（『小さな家のつくり方』06）                                                                       |
| 星を待つ家                            | 2017年 |                | 日本 | 使用中 | 木造軸組構法/一戸建て/「渡辺篤史の建もの探訪」2018年8月放送                                                             |

## 著書
- 『小さな家のつくり方 女性建築家が考えた66の空間アイデア』（草思社）ISBN 9784794222244 [2][3]
- 『未明 01』（作品アンソロジー、虹色社 2017年3月30日発刊）[29][30]
- 『未明 02』（作品アンソロジー、イニュニック 2018年5月16日発刊）ISBN 9784990990213 [31][3]

## マスメディア

### テレビ

#### 渡辺篤史の建もの探訪
- 1997年12月13日『ちっちゃな家＃1』（著作:アーツ＆クラフツ建築研究所）[2][8]
- 2009年2月15日『H/HOUSE』[11]
- 2012年6月8日『光遊の家』[32]
- 2016年9月3日『白空の家』[33]
- 2018年8月18日『星を待つ家』[26]

#### スッキリ
- 2014年11月25日『小うさぎのいえ』[11]

ほか